# Elizabeth Smylie
Elizabeth Sayers Smylie (Perth, 11 aprile 1963) è un'ex tennista australiana.

## Biografia
In singolo ha vinto due tornei fra cui il Cellular South Cup nel 1987 sconfiggendo Lori McNeil 4-6, 6-3, 7-5. In doppio ha vinto più di 30 tornei fra cui il torneo di Wimbledon 1985 - Doppio femminile esibendosi in coppia con Kathy Jordan battendo in finale Martina Navrátilová e Pam Shriver con 5–7, 6–3, 6–4.
Ai Giochi della XXIV Olimpiade ebbe la medaglia di bronzo al doppio.
Nel ranking raggiunse la 20ª posizione il 14 settembre del 1987. Nel 1990 vinse il WTA Tour Championships in coppia con Kathy Jordan, battendo Mercedes Paz e Arantxa Sánchez Vicario con il risultato di 7–6(4), 6-4

## Vita privata
Dopo il ritiro è diventata telecommentatrice di tennis. Ha tre figli: Laura, Jordan ed Elvis.

## Riconoscimenti
- Western Australian Sports Star of the Year, 1985
- WTA Awards (ritorno dell'anno), 1990 e 1993[3]